# Кинотеатр «Балканы» в Белграде
Кинотеатр «Балканы» (серб. Биоскоп „Балкан“ / Bioskop „Balkan“) находится в Белграде, по улице Братьев Юговичей д.16. Являясь объектом, в котором происходили важные событие для истории культуры Белграда и Сербии, а также, будучи частью комплекса зданий, построенных в конце 19 века, здание кинотеатра «Балканы», являющееся свидетелем культурного, градостроительного и архитектурного развития Белграда второй половины 19 века, признано памятником культуры.

## История
Здание, которые первоначально было предназначено для размещения гостиницы «Бульвар», было возведено в период с 1867 и 1870 года на фундаментах турецкого постоялого двора на 14 комнат с трактиром, который имел летнюю террасу, в которой всегда были гости. Его начал строить Джордже Пашона, производитель спиртных напитков, однако со временем у него кончились деньги, после чего он получил взаймы от Ванджела Томы, известного табачника. Так как заем был большим, Пашоне не удалось вернуть его, в связи с чем в 1900 году все имение он продал Ванджеле Томе. Представительское, в стиле академизма оформленное здание, состоит из трех отдельных частей между сегодняшними улицами Македонской, Братьев Юговичей и Бульвара деспота Стефана, к которому впоследствии была пристроена часть здания, на первом этаже которого находился большой зад для танцевальных вечеров и свадеб. В этом зале, украшенном роскошными люстрами, большими зеркалами и лампионами в конце 19 века выступали австрийские и чешские музыкальные капеллы – таким образом Бульвар стал «первым белградским концертным залом».
Всего лишь спустя три года с первого показа фильма в Белграде, в 1899 году, в этом зале показали первый фильм. В здании сегодняшнего кинотеатра «Балканы» в период с 1909 по 1911 года работала Белградская опера под управлением Жарко Савича, в связи с чем вся гостиница стала известной под названием «Опера».
Кинотеатр начал регулярную работу в 1912 году под названием «Гранд кинотеатр семьи Гомон в гостинице Опера». Некоторое время здесь показывали спектакли театра Браны Цветковича. Сегодняшнее название «Балканы» кинотеатра получил в начале 1928 года.

## Внешние ссылки
- Институт по охране памятников культуры Республики Сербии - Белград
- Перечень памятников
- Институт по охране памятников культуры Республики Сербии - Белград/База недвижимых объектов культурного наследия